# Вассеркирхе
Вассеркирхе (букв. церковь на воде; нем. Wasserkirche, лат. Aquatica Turicensi) — протестантская церковь, расположенная на правом берегу реки Лиммат — в районе Альтштадт швейцарского города Цюрих; первоначально стояла на небольшом острове на реке; около 1000 года на этом месте была построена романская церковь — вероятно, баптистерий Гросмюнстера; была перестроена в готическом стиле в XIII веке — во время Реформации в 1524 году картины, алтари и орган были удалены из здания, сегодня являющегося памятником архитектуры федерального значения; с 1943 года включает в себя художественную галерею «Helmhaus», являющуюся местом проведения временных выставок произведений современного искусства, созданных местными авторами.

## История и описание

### До Реформации
Археологические находки в крипте Вассеркирхе показывают, что некое культовое сооружение находилось на небольшом острове в Лиммате ещё глубокой древности. Согласно легенде, около 300 года будущие святые покровители Цюриха Феликс и Регула были казнены (обезглавлены) на острове за то, что обратились в христианство. Исследователи полагали, что около 1000 года на острове была построена небольшая романская церковь, которая вместе с Гроссмюнстером и Фраумюнстером образовала путь, по которому шествовала процессия поклонения Святым Феликсу и Регуле: основным местом паломничества был камень-плаха в Вассеркирхе, который до сих пор сохранился в крипте. Первый обнаруженный документ в котором упоминается церковь «Aquatica Turicensi» относится к 1250 году; немецкое название «wazzirkilcha» появляется в другом документе за 1256 год.
Первоначальное предназначение храма неясно: предположение о том, что он является самой старой приходской церковью в Цюрихе, не находит подтверждения в связи с бедностью церковного убранства и отсутствием источников дохода — их не хватало даже для найма постоянного священника. Более реалистичной выглядит версия о том, что Вассеркирхе изначально являлась баптистерием собора Гроссмюнстер: аналогичная ситуация наблюдалась в те годы и в Базеле.
В XIII веке романская церковь была перестроена в готическом стиле: сегодня от романского предшественника сохранилось лишь несколько отдельных фрагментов. В 1477 году городской совет Цюриха решил полностью снести здание Вассеркирхе и построить на этом месте значительно более масштабное сооружение. Проект был реализован архитектором Гансом Фельдером и новое позднеготическое здание было освящено в 1486 году. Интерьеры храма были украшены фресками и орнаментами, которые сегодня сохранились только в виде фрагментов. Во время строительства был обнаружен сернистый источник, который получил известность как целебный и стал играть роль места паломничества. Со времени своего восстановления церковь также служила хранилищем для знамён, захваченных во время Швабской войны и «Миланских войн» кантона Цюрих (см. Итальянские войны).

### Реформация
Во время Реформации — в 1524 году — картины, алтари и орган были удалены из здания Вассеркирхе; захваченные знамёна были перенесены в цюрихский арсенал, а целебный источник был засыпан. Здание стало использоваться как склад; оно было перестроено, поскольку на его первом этаже иногда проходила ярмарка. В 1634 году здание вновь поменяло свои функции: здесь разместилась городская библиотека «Gemeinen Bürger-Bücherei» — первая общедоступная библиотека в городе. В 1717 году городской совет разрешил перестроить здание, дополнив интерьер деревянной барочной галереей. В 1791 году источник был снова открыт, а в 1839 — во время строительства новой набережной Limmatquai — участок реки между островом и остальным городом был окончательно засыпан. Городская библиотека оставалась в бывшей церкви до 1917 года, пока не было открыто новое здание на площади Церингерплатц.
В период между 1928 и 1940 годами, после долгих споров, здание было капитально отремонтировано — реставраторы попытались восстановить его первоначальное состояние. В частности, промежуточные этажи были демонтированы и был разрушен так называемым «водный дом», пристроенный ранее к северной стороне. Барочные деревянные галереи библиотеки также были удалены; витражи для трёх окон хора были разработаны Аугусто Джакометти. С тех пор здание снова используется как протестантско-реформатская церковь.

### Helmhaus
Хельмхаус (Helmhaus) является зданием, пристроенным к северной стороне Вассеркирхе. Впервые он упоминается в документах за 1253 году как место размещение суда. Расположение на острове, близость к источнику и дохристианскому месту поклонения являются свидетельствами того, что данный суд имеет давнюю историю. Первоначально здание было лишь крытым продолжением моста, который вёл к Вассеркирхе. В 1563—1564 годах архитектор Конрад Бодмер построил деревянное здание значительно большего размера, чтобы разместить помещение для торговли. В рыночном зале на первом этаже находились цюрихской «локоть» и статуя строителя, которую сегодня можно увидеть в Швейцарском национальном музее.
Современное каменное здание было построено Гансом Конрадом Бланчли в период около 1791—1794 годов. Ситуация с использованием здания изменилась в 1838 году, в связи со строительством нового моста Мюнстербрюке, который изменил маршрут движения через реку Лиммат — он больше не проходил через первый этаж Хельмауса. Сегодня галерея «Helmhaus» является одним из важнейших музеев современного швейцарского искусства: в муниципальном музее выставляются работы современных художников, живущих или работающих на территории конфедерации. Индивидуальные, групповые и тематические выставки посвящены швейцарской арт-сцене конца XX — начала XXI веков; дополнительная программа включает в себя дискуссии с авторами и семинары по актуальным вопросам современного изобразительного искусства.